# Drammetalbrücke
Die Drammetalbrücke  ist eine 240 Meter lange Brücke der BAB 38. Sie liegt rund neun Kilometer südsüdwestlich von Göttingen zwischen den Autobahnanschlussstellen Dramfeld und Deiderode im Landkreis Göttingen in Niedersachsen.
Die Brücke befindet sich etwa einen Kilometer östlich des Autobahndreieckes Drammetal und direkt angrenzend an die Anschlussstelle Dramfeld zwischen den beiden Orten Dramfeld und Dahlenrode. Sie überspannt den Bach Dramme und die Landesstraße L 564. Wie fast alle neueren Autobahnbrücken besteht sie aus zwei eigenständigen Brückenbauwerken, getrennt für jede Richtungsfahrbahn, die bei ihr neben den beiden Fahrstreifen auch den Beschleunigungs- bzw. Verzögerungsstreifen der Anschlussstelle enthalten. Ein ungefähr 4,7 Kilometer langer Streckenabschnitt vom heutigen Autobahndreieck Drammetal in Richtung Osten mit der Brücke entstand durch Umbau der ehemaligen Bundesstraße 524 und wurde im Jahr 2023 fertiggestellt.